# (7060) Al-ʻIjliya
(7060) Al-ʻIjliya ist ein Asteroid des Hauptgürtels, der am 16. September 1990 vom US-amerikanischen Astronomen Henry H. Holt am Palomar-Observatorium (IAU-Code 675) auf dem Gipfel des Palomar Mountain etwa 80 Kilometer nordöstlich von San Diego entdeckt wurde.
Der Asteroid wurde am 14. November 2016 nach der syrischen Astronomin Mariam al-Asturlabi (10. Jahrhundert) aus Aleppo benannt, die Astrolabia herstellte. Nach muslimheritage.com ist al-Asturlabi die einzige belegte weibliche Person, die zu dieser Zeit Astrolabia herstellte, sie ist zudem die einzig erwähnte Frau im Werk al-Fihrist.